# Nowe Jankowice (województwo kujawsko-pomorskie)
Nowe Jankowice – wieś w Polsce położona w województwie kujawsko-pomorskim, w powiecie grudziądzkim, w gminie Łasin.

## Podział administracyjny
W latach 1975–1998 miejscowość administracyjnie należała do województwa toruńskiego. Przysiółkiem Nowych Jankowic jest Klarnowo lub inaczej Klarnów, nazwany od imienia Klary, żony Adolfa Koerbera.

## Demografia
Według Narodowego Spisu Powszechnego (III 2011 r.) wieś liczyła 358 mieszkańców. Jest czwartą co do wielkości miejscowością gminy Łasin.

## Drogi krajowe
Przez wieś przechodzi droga krajowa nr .

## Zabytki

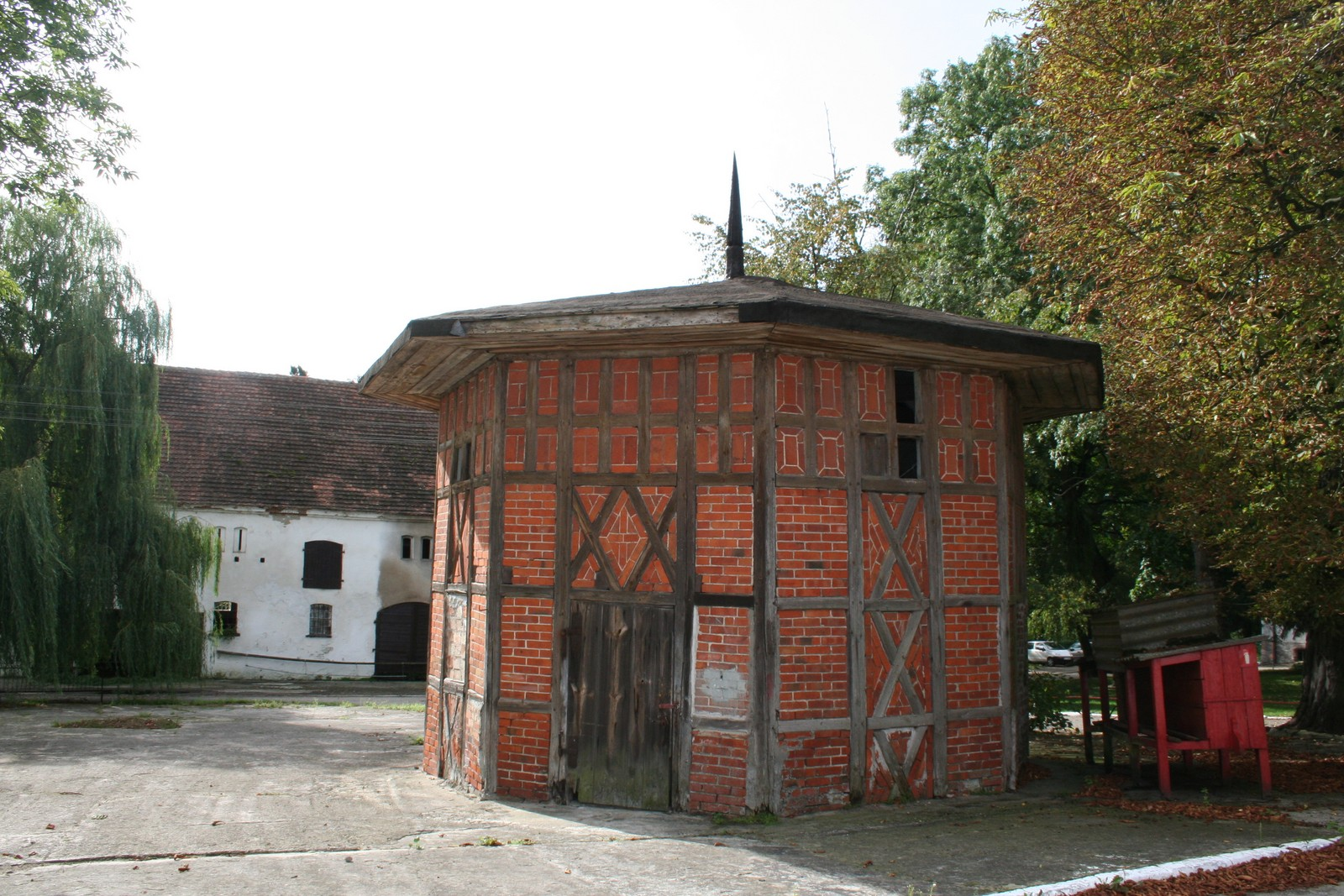
Gołębnik

Według rejestru zabytków NID na listę zabytków wpisany jest zespół pałacowy z połowy XIX/XX w., nr rej.: A/325 z 12.05.1987:
- pałac, 2 połowa XIX w.
- park, połowa XIX, XX w.
- wieża ciśnień, XIX/XX w.
- gołębnik szachulcowy, koniec XIX w.

## Stadnina koni

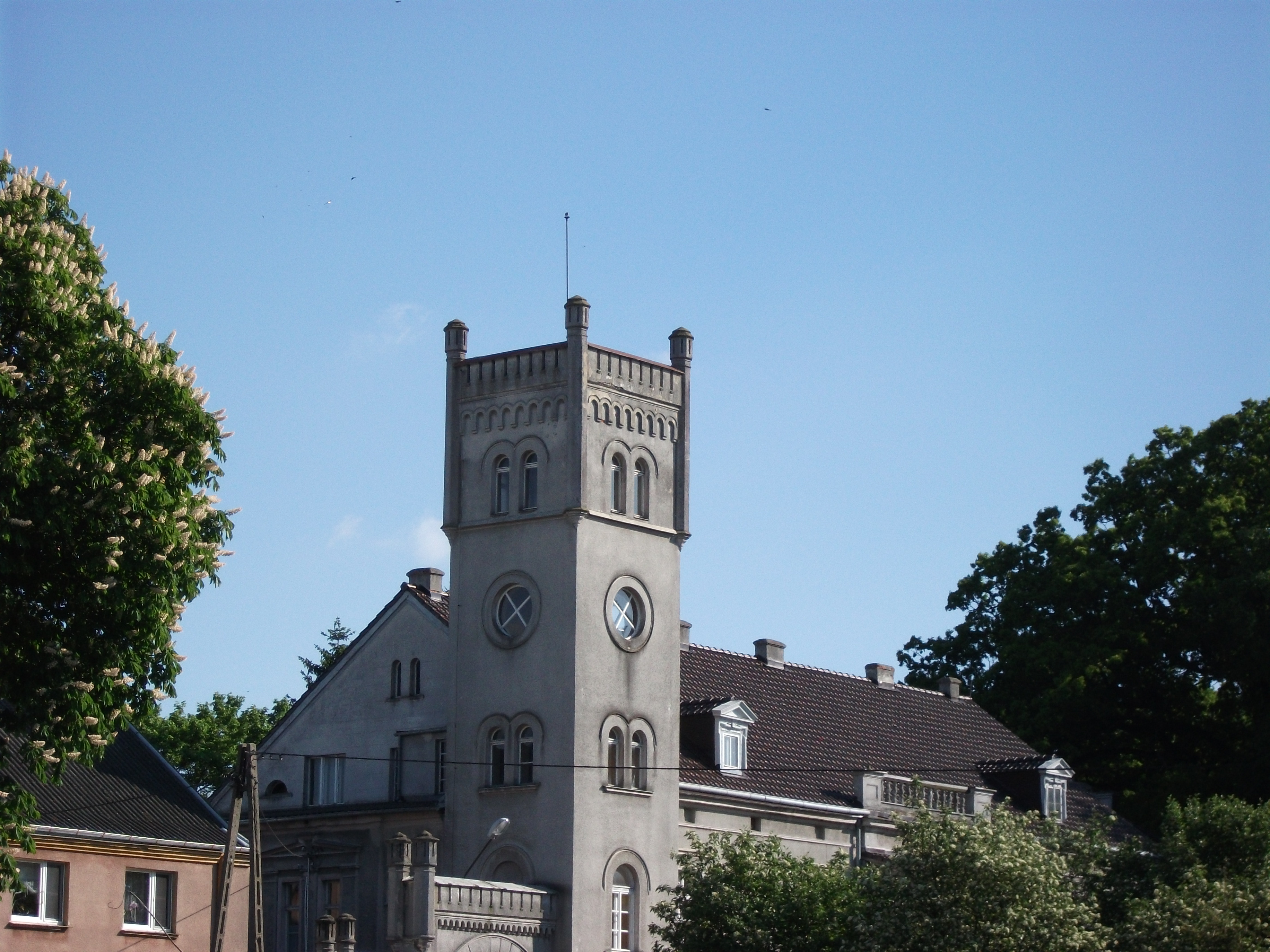
Stadnina Koni Nowe Jankowice

W miejscowości działało Państwowe Gospodarstwo Rolne – Stadnina Koni Nowe Jankowice, od 1994 funkcjonujące jako Stadnina Koni Skarbu Państwa Nowe Jankowice. Następnie stadninę przekształcono w spółkę Agencji Nieruchomości Rolnych pod nazwą Stadnina Koni Nowe Jankowice Sp. z o.o., w której to formie działa do dziś.

## Cmentarze
Na cmentarzu w Nowych Jankowicach został pochowany Nordewin von Diest-Koerber (1885–1943) poseł II kadencji 1928–1930.